# 31110 Клапас
31110 Клапас (31110 Clapas) — астероїд головного поясу, відкритий 13 серпня 1997 року.
Тіссеранів параметр щодо Юпітера — 3,591.